# Гипсенор
Гипсенор (др.-греч. Ὑψήνωρ) — имя нескольких персонажей греческой мифологии:
- сын Долопиона, троянец, убитый Еврипилом[1];
- сын Гиппаса, ахеец, сражавшийся под Троей под началом Антилоха и убитый Деифобом[2];
- сын Нелея.